# Lars Greger
Lars Greger, född 25 augusti 1947 i Östersund, är en svensk målare och gallerist.
Greger växte upp och genomförde sin skolgång i Sundsvall. Han arbetade efter studierna som dekoratör och inredare i södra Sverige. I mitten av 1970-talet började han arbeta på heltid som fri konstnär med sitt oljemåleri. Separat eller tillsammans med Christina Greger har han ställt ut i nästan alla svenska städer. Hans konst består av himmel och hav med vida utblickar och mycket blåa nyanser. 